# (23411) Bayanova
(23411) Bayanova est un astéroïde de la ceinture principale.

## Description
(23411) Bayanova est un astéroïde de la ceinture principale. Il fut découvert le 26 septembre 1978 à Naoutchnyï par Lioudmila Jouravliova. Il présente une orbite caractérisée par un demi-grand axe de 2,30 UA, une excentricité de 0,13 et une inclinaison de 5,6° par rapport à l'écliptique.

## Compléments